# Émile Monsservin
Siffrein-Émile Monsservin est un magistrat et homme politique français né le 5 janvier 1838 à Sète et décédé le 24 août 1911 à Bozouls.

## Biographie
Fils de Gaspard-Aimé Monsservin et de Charlotte Françoise Branche, Émile Monsservin suivit la carrière de la magistrature. Il débute comme substitut à Saint-Affrique en 1862, puis à Lodève en 1864 et à Perpignan en 1866. Il passa successivement procureur impérial à Limoux en 1870, procureur de la république à Castelnaudary en 1872, à Perpignan en 1874 et à Rodez en 1875. Il devint ensuite conseiller près la cour d'appel d'Aix-en-Provence en 1882, puis de celle de Montpellier en 1887. 
Membre du conseil général pour le canton de Bozouls (1888-1892), il est sénateur de l'Aveyron jusqu'à sa mort (1892-1911).
Son fils, Joseph Monsservin, député de l'Aveyron, lui succède dans le mandat de sénateur.

## Sources
- « Émile Monsservin », dans le Dictionnaire des parlementaires français (1889-1940), sous la direction de Jean Jolly, PUF, 1960 [détail de l’édition]